# Région Pays de la Loire Tour 2024
Le Région Pays de la Loire Tour 2024 est la deuxième édition de cette course cycliste masculine sous cette appellation ; les éditions avant 2023 se nommant Circuit cycliste Sarthe-Pays de la Loire dont cette course prend la suite.
Il a lieu du 2 au 5 avril 2024 dans la région Pays de la Loire, en France et fait partie du calendrier UCI Europe Tour 2024 en catégorie 2.1. 

## Présentation

### Parcours
Cette seconde édition du Tour de la région Pays de la Loire traverse les 5 départements de la Région au cours des 4 étapes et des 707,3 km de course proposés. Il s'élance de Fontenay-le-Comte en Vendée et se conclut au Mans, dans la Sarthe en traversant successivement la Vendée (1re étape), la Loire-Atlantique (2e étape), le Maine-et-Loire (étapes 2 et 3), la Mayenne (3e étape) et donc la Sarthe (4e étape).

### Équipes
18 équipes de 6 coureurs sont inscrites pour cette édition : 5 UCI WorldTeams, 9 UCI ProTeams et 4 équipe continentales.
| WorldTeams (5)- Arkéa-B&B Hotels - Cofidis - Groupama-FDJ - Decathlon-AG2R La Mondiale - EF Education-EasyPost ProTeams (9)- Tudor Pro Cycling Team - Bingoal WB - Equipo Kern Pharma - TotalEnergies - Euskaltel-Euskadi - Burgos-BH - Team Novo Nordisk - Uno-X Mobility - Corratec-Vini Fantini Équipes continentales (4)- Nice Métropole Côte d'Azur - Van Rysel-Roubaix - Saint Michel-Mavic-Auber 93 - CIC U Nantes Atlantique |
| |

### Diffusion
Pour la deuxième année consécutive, les étapes sont diffusées en direct sur la chaîne L'Équipe.

## Étapes
| Étape     | Date   | Villes étapes                                     | type            | Distance (km) | Dénivelé (m) | Vainqueur d'étape   | Leader du classement général |
| --------- | ------ | ------------------------------------------------- | --------------- | ------------- | ------------ | ------------------- | ---------------------------- |
| 1re étape | 2 avr. | Fontenay-le-Comte – Saint-Jean-de-Monts           | étape de plaine | 210,5         | 674 m        | Marijn van den Berg | Marijn van den Berg          |
| 2e étape  | 3 avr. | Châteaubriant – Saumur                            | étape de plaine | 162,1         | 1 155 m      | Ewen Costiou        | Ewen Costiou                 |
| 3e étape  | 4 avr. | Segré-en-Anjou Bleu – Château-Gontier-sur-Mayenne | étape de plaine | 159,8         | 1 563 m      | Alberto Dainese     | Ewen Costiou                 |
| 4e étape  | 5 avr. | Marolles-les-Braults – Le Mans                    | étape de plaine | 174,9         | 1 284 m      | Marijn van den Berg | Marijn van den Berg          |

## Déroulement de la course

### 1reétape
Après plus de 150 km de course en ligne à travers la Vendée, marqués par plusieurs tentatives d'échappées infructueuses, le peloton arrive groupé sur le circuit final d'une cinquantaine de kilomètres. L'arrivée de cette première étape se joue au sprint dans les rues de Saint-Jean-de-Monts. Elle est remportée par le Néerlandais Marijn van den Berg (EF Education-EasyPost), devant Jon Aberasturi (Euskaltel-Euskadi) et David Dekker (Arkéa-B&B Hotels).
| \| Classement de l'étape \| Classement de l'étape \| Classement de l'étape \| Classement de l'étape \| Classement de l'étape \| \| Coureur \| Coureur \| Pays \| Équipe \| Temps \| \| --------------------- \| --------------------- \| --------------------- \| ---------------------- \| --------------------- \| \| 1er \| Marijn van den Berg \| Pays-Bas \| EF Education-EasyPost \| 47 h 13 min 25 s \| \| 2e \| Jon Aberasturi \| Espagne \| Euskaltel-Euskadi \| + 0 s \| \| 3e \| David Dekker \| Pays-Bas \| Arkéa-B&B Hotels \| + 0 s \| \| 4e \| Samuel Watson \| Royaume-Uni \| Groupama-FDJ \| + 0 s \| \| 5e \| Alberto Dainese \| Italie \| Tudor Pro Cycling Team \| + 0 s \| \| 6e \| Emmanuel Morin \| France \| Van Rysel-Roubaix \| + 0 s \| \| 7e \| Joes Oosterlinck \| Belgique \| Bingoal WB Devo Team \| + 0 s \| \| 8e \| Émilien Jeannière \| France \| TotalEnergies \| + 0 s \| \| 9e \| Francisco Galván \| Espagne \| Equipo Kern Pharma \| + 0 s \| |                     |             |                        |                  |
| |                     |             |                        |                  |
| Source : ProCyclingStats |                     |             |                        |                  |
| Classement de l'étape |                     |             |                        |                  |
| Coureur | Coureur             | Pays        | Équipe                 | Temps            |
| 1er | Marijn van den Berg | Pays-Bas    | EF Education-EasyPost  | 47 h 13 min 25 s |
| 2e | Jon Aberasturi      | Espagne     | Euskaltel-Euskadi      | + 0 s            |
| 3e | David Dekker        | Pays-Bas    | Arkéa-B&B Hotels       | + 0 s            |
| 4e | Samuel Watson       | Royaume-Uni | Groupama-FDJ           | + 0 s            |
| 5e | Alberto Dainese     | Italie      | Tudor Pro Cycling Team | + 0 s            |
| 6e | Emmanuel Morin      | France      | Van Rysel-Roubaix      | + 0 s            |
| 7e | Joes Oosterlinck    | Belgique    | Bingoal WB Devo Team   | + 0 s            |
| 8e | Émilien Jeannière   | France      | TotalEnergies          | + 0 s            |
| 9e | Francisco Galván    | Espagne     | Equipo Kern Pharma     | + 0 s            |

| \| Classement général \| Classement général \| Classement général \| Classement général \| Classement général \| \| Coureur \| Coureur \| Pays \| Équipe \| Temps \| \| ------------------ \| ------------------- \| ------------------ \| ---------------------- \| ------------------ \| \| 1er \| Marijn van den Berg \| Pays-Bas \| EF Education-EasyPost \| 4 h 43 min 14 s \| \| 2e \| Jon Aberasturi \| Espagne \| Euskaltel-Euskadi \| + 5 s \| \| 3e \| David Dekker \| Pays-Bas \| Arkéa-B&B Hotels \| + 7 s \| \| 4e \| Bryan Coquard \| France \| Cofidis \| + 8 s \| \| 5e \| Declan Irvine \| Australie \| Team Novo Nordisk \| + 8 s \| \| 6e \| Samuel Leroux \| France \| Van Rysel-Roubaix \| + 8 s \| \| 7e \| Samuel Watson \| Royaume-Uni \| Groupama-FDJ \| + 9 s \| \| 8e \| Louka Matthys \| Belgique \| Bingoal WB \| + 9 s \| \| 9e \| Xabier Isasa \| Espagne \| Euskaltel-Euskadi \| + 9 s \| \| 10e \| Alberto Dainese \| Italie \| Tudor Pro Cycling Team \| + 11 s \| |                     |             |                        |                 |
| |                     |             |                        |                 |
| Source : ProCyclingStats |                     |             |                        |                 |
| Classement général |                     |             |                        |                 |
| Coureur | Coureur             | Pays        | Équipe                 | Temps           |
| 1er | Marijn van den Berg | Pays-Bas    | EF Education-EasyPost  | 4 h 43 min 14 s |
| 2e | Jon Aberasturi      | Espagne     | Euskaltel-Euskadi      | + 5 s           |
| 3e | David Dekker        | Pays-Bas    | Arkéa-B&B Hotels       | + 7 s           |
| 4e | Bryan Coquard       | France      | Cofidis                | + 8 s           |
| 5e | Declan Irvine       | Australie   | Team Novo Nordisk      | + 8 s           |
| 6e | Samuel Leroux       | France      | Van Rysel-Roubaix      | + 8 s           |
| 7e | Samuel Watson       | Royaume-Uni | Groupama-FDJ           | + 9 s           |
| 8e | Louka Matthys       | Belgique    | Bingoal WB             | + 9 s           |
| 9e | Xabier Isasa        | Espagne     | Euskaltel-Euskadi      | + 9 s           |
| 10e | Alberto Dainese     | Italie      | Tudor Pro Cycling Team | + 11 s          |

### 2eétape
Un groupe de huit coureurs s'échappe sous l'impulsion de Benoît Cosnefroy (Decathlon-AG2R La Mondiale) lors de l'ascension de la 3e côte répertoriée de cette deuxième étape. 1 200 m avant la ligne d'arrivée, Ewen Costiou (Arkéa-B&B Hotels) sort de ce groupe, et signe sa toute première victoire professionnelle, s'emparant également du maillot de leader du classement général. Le groupe d'échappés se fait reprendre par un peloton réduit, Sam Bennett (Decathlon-AG2R La Mondiale) et Émilien Jeannière (TotalEnergies) complètent le podium du jour.
| \| Classement de l'étape \| Classement de l'étape \| Classement de l'étape \| Classement de l'étape \| Classement de l'étape \| \| Coureur \| Coureur \| Pays \| Équipe \| Temps \| \| --------------------- \| --------------------- \| --------------------- \| -------------------------- \| --------------------- \| \| 1er \| Ewen Costiou \| France \| Arkéa-B&B Hotels \| 3 h 41 min 36 s \| \| 2e \| Sam Bennett \| Irlande \| Decathlon-AG2R La Mondiale \| + 8 s \| \| 3e \| Émilien Jeannière \| France \| TotalEnergies \| + 8 s \| \| 4e \| Lukas Nerurkar \| Royaume-Uni \| EF Education-EasyPost \| + 8 s \| \| 5e \| Alberto Dainese \| Italie \| Tudor Pro Cycling Team \| + 8 s \| \| 6e \| Jon Aberasturi \| Espagne \| Euskaltel-Euskadi \| + 8 s \| \| 7e \| Marc Sarreau \| France \| Groupama-FDJ \| + 8 s \| \| 8e \| Bryan Coquard \| France \| Cofidis \| + 8 s \| \| 9e \| Ben Healy \| Irlande \| EF Education-EasyPost \| + 8 s \| \| 10e \| Francisco Galván \| Espagne \| Equipo Kern Pharma \| + 8 s \| |                   |             |                            |                 |
| |                   |             |                            |                 |
| Source : ProCyclingStats |                   |             |                            |                 |
| Classement de l'étape |                   |             |                            |                 |
| Coureur | Coureur           | Pays        | Équipe                     | Temps           |
| 1er | Ewen Costiou      | France      | Arkéa-B&B Hotels           | 3 h 41 min 36 s |
| 2e | Sam Bennett       | Irlande     | Decathlon-AG2R La Mondiale | + 8 s           |
| 3e | Émilien Jeannière | France      | TotalEnergies              | + 8 s           |
| 4e | Lukas Nerurkar    | Royaume-Uni | EF Education-EasyPost      | + 8 s           |
| 5e | Alberto Dainese   | Italie      | Tudor Pro Cycling Team     | + 8 s           |
| 6e | Jon Aberasturi    | Espagne     | Euskaltel-Euskadi          | + 8 s           |
| 7e | Marc Sarreau      | France      | Groupama-FDJ               | + 8 s           |
| 8e | Bryan Coquard     | France      | Cofidis                    | + 8 s           |
| 9e | Ben Healy         | Irlande     | EF Education-EasyPost      | + 8 s           |
| 10e | Francisco Galván  | Espagne     | Equipo Kern Pharma         | + 8 s           |

| \| Classement général \| Classement général \| Classement général \| Classement général \| Classement général \| \| Coureur \| Coureur \| Pays \| Équipe \| Temps \| \| ------------------ \| ------------------- \| ------------------ \| -------------------------- \| ------------------ \| \| 1er \| Ewen Costiou \| France \| Arkéa-B&B Hotels \| 8 h 24 min 51 s \| \| 2e \| Marijn van den Berg \| Pays-Bas \| EF Education-EasyPost \| + 7 s \| \| 3e \| Kristian Sbaragli \| Italie \| Team Corratec-Vini Fantini \| + 11 s \| \| 4e \| Jon Aberasturi \| Espagne \| Euskaltel-Euskadi \| + 12 s \| \| 5e \| Sam Bennett \| Irlande \| Decathlon-AG2R La Mondiale \| + 12 s \| \| 6e \| Émilien Jeannière \| France \| TotalEnergies \| + 14 s \| \| 7e \| Bryan Coquard \| France \| Cofidis \| + 15 s \| \| 8e \| Samuel Watson \| Royaume-Uni \| Groupama-FDJ \| + 16 s \| \| 9e \| Alberto Dainese \| Italie \| Tudor Pro Cycling Team \| + 18 s \| \| 10e \| Francisco Galván \| Espagne \| Equipo Kern Pharma \| + 18 s \| |                     |             |                            |                 |
| |                     |             |                            |                 |
| Source : ProCyclingStats |                     |             |                            |                 |
| Classement général |                     |             |                            |                 |
| Coureur | Coureur             | Pays        | Équipe                     | Temps           |
| 1er | Ewen Costiou        | France      | Arkéa-B&B Hotels           | 8 h 24 min 51 s |
| 2e | Marijn van den Berg | Pays-Bas    | EF Education-EasyPost      | + 7 s           |
| 3e | Kristian Sbaragli   | Italie      | Team Corratec-Vini Fantini | + 11 s          |
| 4e | Jon Aberasturi      | Espagne     | Euskaltel-Euskadi          | + 12 s          |
| 5e | Sam Bennett         | Irlande     | Decathlon-AG2R La Mondiale | + 12 s          |
| 6e | Émilien Jeannière   | France      | TotalEnergies              | + 14 s          |
| 7e | Bryan Coquard       | France      | Cofidis                    | + 15 s          |
| 8e | Samuel Watson       | Royaume-Uni | Groupama-FDJ               | + 16 s          |
| 9e | Alberto Dainese     | Italie      | Tudor Pro Cycling Team     | + 18 s          |
| 10e | Francisco Galván    | Espagne     | Equipo Kern Pharma         | + 18 s          |

### 3eétape
Le coureur italien Alberto Dainese (Tudor Pro Cycling Team) remporte au sprint cette 3e étape, dans les rues de Château-Gontier, devant le vainqueur de la 1re étape Marijn van den Berg et Sam Bennett. Ewen Costiou conserve son maillot jaune de leader du classement général.
| \| Classement de l'étape \| Classement de l'étape \| Classement de l'étape \| Classement de l'étape \| Classement de l'étape \| \| Coureur \| Coureur \| Pays \| Équipe \| Temps \| \| --------------------- \| --------------------- \| --------------------- \| --------------------------- \| --------------------- \| \| 1er \| Alberto Dainese \| Italie \| Tudor Pro Cycling Team \| 3 h 46 min 44 s \| \| 2e \| Marijn van den Berg \| Pays-Bas \| EF Education-EasyPost \| + 0 s \| \| 3e \| Sam Bennett \| Irlande \| Decathlon-AG2R La Mondiale \| + 0 s \| \| 4e \| Jérémy Lecroq \| France \| Saint Michel-Mavic-Auber 93 \| + 0 s \| \| 5e \| Bryan Coquard \| France \| Cofidis \| + 0 s \| \| 6e \| Émilien Jeannière \| France \| TotalEnergies \| + 0 s \| \| 7e \| Alexander Salby \| Danemark \| Bingoal WB \| + 0 s \| \| 8e \| Emmanuel Morin \| France \| Van Rysel-Roubaix \| + 0 s \| \| 9e \| Jakub Mareczko \| Italie \| Team Corratec-Vini Fantini \| + 0 s \| \| 10e \| Clément Venturini \| France \| Arkéa-B&B Hotels \| + 0 s \| |                     |          |                             |                 |
| |                     |          |                             |                 |
| Source : ProCyclingStats |                     |          |                             |                 |
| Classement de l'étape |                     |          |                             |                 |
| Coureur | Coureur             | Pays     | Équipe                      | Temps           |
| 1er | Alberto Dainese     | Italie   | Tudor Pro Cycling Team      | 3 h 46 min 44 s |
| 2e | Marijn van den Berg | Pays-Bas | EF Education-EasyPost       | + 0 s           |
| 3e | Sam Bennett         | Irlande  | Decathlon-AG2R La Mondiale  | + 0 s           |
| 4e | Jérémy Lecroq       | France   | Saint Michel-Mavic-Auber 93 | + 0 s           |
| 5e | Bryan Coquard       | France   | Cofidis                     | + 0 s           |
| 6e | Émilien Jeannière   | France   | TotalEnergies               | + 0 s           |
| 7e | Alexander Salby     | Danemark | Bingoal WB                  | + 0 s           |
| 8e | Emmanuel Morin      | France   | Van Rysel-Roubaix           | + 0 s           |
| 9e | Jakub Mareczko      | Italie   | Team Corratec-Vini Fantini  | + 0 s           |
| 10e | Clément Venturini   | France   | Arkéa-B&B Hotels            | + 0 s           |

| \| Classement général \| Classement général \| Classement général \| Classement général \| Classement général \| \| Coureur \| Coureur \| Pays \| Équipe \| Temps \| \| ------------------ \| ------------------- \| ------------------ \| -------------------------- \| ------------------ \| \| 1er \| Ewen Costiou \| France \| Arkéa-B&B Hotels \| 12 h 11 min 35 s \| \| 2e \| Marijn van den Berg \| Pays-Bas \| EF Education-EasyPost \| + 1 s \| \| 3e \| Alberto Dainese \| Italie \| Tudor Pro Cycling Team \| + 8 s \| \| 4e \| Sam Bennett \| Irlande \| Decathlon-AG2R La Mondiale \| + 8 s \| \| 5e \| Fredrik Dversnes \| Norvège \| Uno-X Mobility \| + 9 s \| \| 6e \| Kristian Sbaragli \| Italie \| Team Corratec-Vini Fantini \| + 11 s \| \| 7e \| Jon Aberasturi \| Espagne \| Euskaltel-Euskadi \| + 12 s \| \| 8e \| Léo Danès \| France \| CIC U Nantes Atlantique \| + 12 s \| \| 9e \| Émilien Jeannière \| France \| TotalEnergies \| + 14 s \| \| 10e \| Bryan Coquard \| France \| Cofidis \| + 15 s \| |                     |          |                            |                  |
| |                     |          |                            |                  |
| Source : ProCyclingStats |                     |          |                            |                  |
| Classement général |                     |          |                            |                  |
| Coureur | Coureur             | Pays     | Équipe                     | Temps            |
| 1er | Ewen Costiou        | France   | Arkéa-B&B Hotels           | 12 h 11 min 35 s |
| 2e | Marijn van den Berg | Pays-Bas | EF Education-EasyPost      | + 1 s            |
| 3e | Alberto Dainese     | Italie   | Tudor Pro Cycling Team     | + 8 s            |
| 4e | Sam Bennett         | Irlande  | Decathlon-AG2R La Mondiale | + 8 s            |
| 5e | Fredrik Dversnes    | Norvège  | Uno-X Mobility             | + 9 s            |
| 6e | Kristian Sbaragli   | Italie   | Team Corratec-Vini Fantini | + 11 s           |
| 7e | Jon Aberasturi      | Espagne  | Euskaltel-Euskadi          | + 12 s           |
| 8e | Léo Danès           | France   | CIC U Nantes Atlantique    | + 12 s           |
| 9e | Émilien Jeannière   | France   | TotalEnergies              | + 14 s           |
| 10e | Bryan Coquard       | France   | Cofidis                    | + 15 s           |

### 4eétape
Après plusieurs attaques et la formation d'un groupe de neuf coureurs en tête de course dans les rues du Mans, Le Néerlandais Marijn van den Berg signe sa seconde victoire d'étape au sprint dans ce Région Pays de la Loire Tour. Il devance les Français Benoît Cosnefroy (Decathlon-AG2R La Mondiale) et Clément Venturini (Arkéa-B&B Hotels), et récupère la première place du classement général.
| \| Classement de l'étape \| Classement de l'étape \| Classement de l'étape \| Classement de l'étape \| Classement de l'étape \| \| Coureur \| Coureur \| Pays \| Équipe \| Temps \| \| --------------------- \| --------------------- \| --------------------- \| --------------------------- \| --------------------- \| \| 1er \| Marijn van den Berg \| Pays-Bas \| EF Education-EasyPost \| 4 h 08 min 59 s \| \| 2e \| Benoît Cosnefroy \| France \| Decathlon-AG2R La Mondiale \| + 0 s \| \| 3e \| Clément Venturini \| France \| Arkéa-B&B Hotels \| + 0 s \| \| 4e \| Paul Hennequin \| France \| Nice Métropole Côte d'Azur \| + 0 s \| \| 5e \| Alexandre Delettre \| France \| Saint Michel-Mavic-Auber 93 \| + 0 s \| \| 6e \| Luca Van Boven \| Belgique \| Bingoal WB \| + 0 s \| \| 7e \| Fredrik Dversnes \| Norvège \| Uno-X Mobility \| + 0 s \| \| 8e \| Ewen Costiou \| France \| Arkéa-B&B Hotels \| + 3 s \| \| 9e \| Ben Healy \| Irlande \| EF Education-EasyPost \| + 5 s \| \| 10e \| Alberto Dainese \| Italie \| Tudor Pro Cycling Team \| + 37 s \| |                     |          |                             |                 |
| |                     |          |                             |                 |
| Source : ProCyclingStats |                     |          |                             |                 |
| Classement de l'étape |                     |          |                             |                 |
| Coureur | Coureur             | Pays     | Équipe                      | Temps           |
| 1er | Marijn van den Berg | Pays-Bas | EF Education-EasyPost       | 4 h 08 min 59 s |
| 2e | Benoît Cosnefroy    | France   | Decathlon-AG2R La Mondiale  | + 0 s           |
| 3e | Clément Venturini   | France   | Arkéa-B&B Hotels            | + 0 s           |
| 4e | Paul Hennequin      | France   | Nice Métropole Côte d'Azur  | + 0 s           |
| 5e | Alexandre Delettre  | France   | Saint Michel-Mavic-Auber 93 | + 0 s           |
| 6e | Luca Van Boven      | Belgique | Bingoal WB                  | + 0 s           |
| 7e | Fredrik Dversnes    | Norvège  | Uno-X Mobility              | + 0 s           |
| 8e | Ewen Costiou        | France   | Arkéa-B&B Hotels            | + 3 s           |
| 9e | Ben Healy           | Irlande  | EF Education-EasyPost       | + 5 s           |
| 10e | Alberto Dainese     | Italie   | Tudor Pro Cycling Team      | + 37 s          |

## Classements finals

### Classement général final
| \| Classement général \| Classement général \| Classement général \| Classement général \| Classement général \| \| Coureur \| Coureur \| Pays \| Équipe \| Temps \| \| ------------------ \| ------------------- \| ------------------ \| --------------------------- \| ------------------ \| \| 1er \| Marijn van den Berg \| Pays-Bas \| EF Education-EasyPost \| 16 h 20 min 22 s \| \| 2e \| Ewen Costiou \| France \| Arkéa-B&B Hotels \| + 15 s \| \| 3e \| Fredrik Dversnes \| Norvège \| Uno-X Mobility \| + 21 s \| \| 4e \| Benoît Cosnefroy \| France \| Decathlon-AG2R La Mondiale \| + 24 s \| \| 5e \| Clément Venturini \| France \| Arkéa-B&B Hotels \| + 26 s \| \| 6e \| Alexandre Delettre \| France \| Saint Michel-Mavic-Auber 93 \| + 30 s \| \| 7e \| Ben Healy \| Irlande \| EF Education-EasyPost \| + 35 s \| \| 8e \| Sam Bennett \| Irlande \| Decathlon-AG2R La Mondiale \| + 56 s \| \| 9e \| Alberto Dainese \| Italie \| Tudor Pro Cycling Team \| + 57 s \| \| 10e \| Kristian Sbaragli \| Italie \| Team Corratec-Vini Fantini \| + 1 min 00 s \| |                     |          |                             |                  |
| |                     |          |                             |                  |
| Source : ProCyclingStats |                     |          |                             |                  |
| Classement général |                     |          |                             |                  |
| Coureur | Coureur             | Pays     | Équipe                      | Temps            |
| 1er | Marijn van den Berg | Pays-Bas | EF Education-EasyPost       | 16 h 20 min 22 s |
| 2e | Ewen Costiou        | France   | Arkéa-B&B Hotels            | + 15 s           |
| 3e | Fredrik Dversnes    | Norvège  | Uno-X Mobility              | + 21 s           |
| 4e | Benoît Cosnefroy    | France   | Decathlon-AG2R La Mondiale  | + 24 s           |
| 5e | Clément Venturini   | France   | Arkéa-B&B Hotels            | + 26 s           |
| 6e | Alexandre Delettre  | France   | Saint Michel-Mavic-Auber 93 | + 30 s           |
| 7e | Ben Healy           | Irlande  | EF Education-EasyPost       | + 35 s           |
| 8e | Sam Bennett         | Irlande  | Decathlon-AG2R La Mondiale  | + 56 s           |
| 9e | Alberto Dainese     | Italie   | Tudor Pro Cycling Team      | + 57 s           |
| 10e | Kristian Sbaragli   | Italie   | Team Corratec-Vini Fantini  | + 1 min 00 s     |

### Classements annexes
| Classement par points | Classement par points | Classement par points | Classement par points      | Classement par points |
| Coureur               | Coureur               | Pays                  | Équipe                     | Points                |
| --------------------- | --------------------- | --------------------- | -------------------------- | --------------------- |
| 1er                   | Marijn van den Berg   | Pays-Bas              | EF Education-EasyPost      | 76 pts                |
| 2e                    | Alberto Dainese       | Italie                | Tudor Pro Cycling Team     | 55 pts                |
| 3e                    | Émilien Jeannière     | France                | TotalEnergies              | 39 pts                |
| 4e                    | Sam Bennett           | Irlande               | Decathlon-AG2R La Mondiale | 37 pts                |
| 5e                    | Jon Aberasturi        | Espagne               | Euskaltel-Euskadi          | 35 pts                |
| 6e                    | Ewen Costiou          | France                | Arkéa-B&B Hotels           | 33 pts                |
| 7e                    | Bryan Coquard         | France                | Cofidis                    | 25 pts                |
| 8e                    | Fredrik Dversnes      | Norvège               | Uno-X Mobility             | 24 pts                |
| 9e                    | Clément Venturini     | France                | Arkéa-B&B Hotels           | 22 pts                |
| 10e                   | Benoît Cosnefroy      | France                | Decathlon-AG2R La Mondiale | 20 pts                |

| Classement par points | Classement par points | Classement par points | Classement par points      | Classement par points |
| Coureur               | Coureur               | Pays                  | Équipe                     | Points                |
| --------------------- | --------------------- | --------------------- | -------------------------- | --------------------- |
| 1er                   | Marijn van den Berg   | Pays-Bas              | EF Education-EasyPost      | 76 pts                |
| 2e                    | Alberto Dainese       | Italie                | Tudor Pro Cycling Team     | 55 pts                |
| 3e                    | Émilien Jeannière     | France                | TotalEnergies              | 39 pts                |
| 4e                    | Sam Bennett           | Irlande               | Decathlon-AG2R La Mondiale | 37 pts                |
| 5e                    | Jon Aberasturi        | Espagne               | Euskaltel-Euskadi          | 35 pts                |
| 6e                    | Ewen Costiou          | France                | Arkéa-B&B Hotels           | 33 pts                |
| 7e                    | Bryan Coquard         | France                | Cofidis                    | 25 pts                |
| 8e                    | Fredrik Dversnes      | Norvège               | Uno-X Mobility             | 24 pts                |
| 9e                    | Clément Venturini     | France                | Arkéa-B&B Hotels           | 22 pts                |
| 10e                   | Benoît Cosnefroy      | France                | Decathlon-AG2R La Mondiale | 20 pts                |

| Classement de la montagne | Classement de la montagne | Classement de la montagne | Classement de la montagne   | Classement de la montagne |
| Coureur                   | Coureur                   | Pays                      | Équipe                      | Points                    |
| ------------------------- | ------------------------- | ------------------------- | --------------------------- | ------------------------- |
| 1er                       | Matisse Julien            | Canada                    | CIC U Nantes Atlantique     | 36 pts                    |
| 2e                        | Paul Hennequin            | France                    | Nice Métropole Côte d'Azur  | 18 pts                    |
| 3e                        | Mark Stewart              | Royaume-Uni               | Team Corratec-Vini Fantini  | 14 pts                    |
| 4e                        | Clément Alleno            | France                    | Burgos-BH                   | 14 pts                    |
| 5e                        | Damien Girard             | France                    | Nice Métropole Côte d'Azur  | 11 pts                    |
| 6e                        | Léo Danès                 | France                    | CIC U Nantes Atlantique     | 9 pts                     |
| 7e                        | Louka Matthys             | Belgique                  | Bingoal WB                  | 6 pts                     |
| 8e                        | Kristian Sbaragli         | Italie                    | Team Corratec-Vini Fantini  | 6 pts                     |
| 9e                        | Norman Vahtra             | Estonie                   | Van Rysel-Roubaix           | 5 pts                     |
| 10e                       | Romain Cardis             | France                    | Saint Michel-Mavic-Auber 93 | 4 pts                     |

| Classement de la montagne | Classement de la montagne | Classement de la montagne | Classement de la montagne   | Classement de la montagne |
| Coureur                   | Coureur                   | Pays                      | Équipe                      | Points                    |
| ------------------------- | ------------------------- | ------------------------- | --------------------------- | ------------------------- |
| 1er                       | Matisse Julien            | Canada                    | CIC U Nantes Atlantique     | 36 pts                    |
| 2e                        | Paul Hennequin            | France                    | Nice Métropole Côte d'Azur  | 18 pts                    |
| 3e                        | Mark Stewart              | Royaume-Uni               | Team Corratec-Vini Fantini  | 14 pts                    |
| 4e                        | Clément Alleno            | France                    | Burgos-BH                   | 14 pts                    |
| 5e                        | Damien Girard             | France                    | Nice Métropole Côte d'Azur  | 11 pts                    |
| 6e                        | Léo Danès                 | France                    | CIC U Nantes Atlantique     | 9 pts                     |
| 7e                        | Louka Matthys             | Belgique                  | Bingoal WB                  | 6 pts                     |
| 8e                        | Kristian Sbaragli         | Italie                    | Team Corratec-Vini Fantini  | 6 pts                     |
| 9e                        | Norman Vahtra             | Estonie                   | Van Rysel-Roubaix           | 5 pts                     |
| 10e                       | Romain Cardis             | France                    | Saint Michel-Mavic-Auber 93 | 4 pts                     |

| Classement du meilleur jeune | Classement du meilleur jeune | Classement du meilleur jeune | Classement du meilleur jeune | Classement du meilleur jeune |
| Coureur                      | Coureur                      | Pays                         | Équipe                       | Temps                        |
| ---------------------------- | ---------------------------- | ---------------------------- | ---------------------------- | ---------------------------- |
| 1er                          | Ewen Costiou                 | France                       | Arkéa-B&B Hotels             | 16 h 20 min 37 s             |
| 2e                           | Matyáš Kopecký               | Tchéquie                     | Team Novo Nordisk            | + 52 s                       |
| 3e                           | Lukas Nerurkar               | Royaume-Uni                  | EF Education-EasyPost        | + 57 s                       |
| 4e                           | Léo Bisiaux                  | France                       | Decathlon-AG2R La Mondiale   | + 1 min 10 s                 |
| 5e                           | Johannes Kulset              | Norvège                      | Uno-X Mobility               | + 1 min 13 s                 |
| 6e                           | Fabian Weiss                 | Suisse                       | Tudor Pro Cycling Team       | + 3 min 18 s                 |
| 7e                           | Darren Rafferty              | Irlande                      | EF Education-EasyPost        | + 5 min 53 s                 |
| 8e                           | Paul Hennequin               | France                       | Nice Métropole Côte d'Azur   | + 7 min 32 s                 |
| 9e                           | Carl-Frederik Bévort         | Danemark                     | Uno-X Mobility               | + 8 min 05 s                 |
| 10e                          | Nicolás Alustiza             | Espagne                      | Euskaltel-Euskadi            | + 11 min 29 s                |

| Classement du meilleur jeune | Classement du meilleur jeune | Classement du meilleur jeune | Classement du meilleur jeune | Classement du meilleur jeune |
| Coureur                      | Coureur                      | Pays                         | Équipe                       | Temps                        |
| ---------------------------- | ---------------------------- | ---------------------------- | ---------------------------- | ---------------------------- |
| 1er                          | Ewen Costiou                 | France                       | Arkéa-B&B Hotels             | 16 h 20 min 37 s             |
| 2e                           | Matyáš Kopecký               | Tchéquie                     | Team Novo Nordisk            | + 52 s                       |
| 3e                           | Lukas Nerurkar               | Royaume-Uni                  | EF Education-EasyPost        | + 57 s                       |
| 4e                           | Léo Bisiaux                  | France                       | Decathlon-AG2R La Mondiale   | + 1 min 10 s                 |
| 5e                           | Johannes Kulset              | Norvège                      | Uno-X Mobility               | + 1 min 13 s                 |
| 6e                           | Fabian Weiss                 | Suisse                       | Tudor Pro Cycling Team       | + 3 min 18 s                 |
| 7e                           | Darren Rafferty              | Irlande                      | EF Education-EasyPost        | + 5 min 53 s                 |
| 8e                           | Paul Hennequin               | France                       | Nice Métropole Côte d'Azur   | + 7 min 32 s                 |
| 9e                           | Carl-Frederik Bévort         | Danemark                     | Uno-X Mobility               | + 8 min 05 s                 |
| 10e                          | Nicolás Alustiza             | Espagne                      | Euskaltel-Euskadi            | + 11 min 29 s                |

| Classement par équipes | Classement par équipes      | Classement par équipes | Classement par équipes |
| Équipe                 | Équipe                      | Pays                   | Temps                  |
| ---------------------- | --------------------------- | ---------------------- | ---------------------- |
| 1re                    | EF Education-EasyPost       | États-Unis             | 49 h 03 min 23 s       |
| 2e                     | Arkéa-B&B Hotels            | France                 | + 21 s                 |
| 3e                     | Decathlon-AG2R La Mondiale  | France                 | + 45 s                 |
| 4e                     | Bingoal WB                  | Belgique               | + 1 min 19 s           |
| 5e                     | Burgos-BH                   | Espagne                | + 1 min 49 s           |
| 6e                     | TotalEnergies               | France                 | + 1 min 49 s           |
| 7e                     | Saint Michel-Mavic-Auber 93 | France                 | + 3 min 47 s           |
| 8e                     | Euskaltel-Euskadi           | Espagne                | + 5 min 28 s           |
| 9e                     | Equipo Kern Pharma          | Espagne                | + 6 min 52 s           |
| 10e                    | Uno-X Mobility              | Norvège                | + 6 min 56 s           |

| Classement par équipes | Classement par équipes      | Classement par équipes | Classement par équipes |
| Équipe                 | Équipe                      | Pays                   | Temps                  |
| ---------------------- | --------------------------- | ---------------------- | ---------------------- |
| 1re                    | EF Education-EasyPost       | États-Unis             | 49 h 03 min 23 s       |
| 2e                     | Arkéa-B&B Hotels            | France                 | + 21 s                 |
| 3e                     | Decathlon-AG2R La Mondiale  | France                 | + 45 s                 |
| 4e                     | Bingoal WB                  | Belgique               | + 1 min 19 s           |
| 5e                     | Burgos-BH                   | Espagne                | + 1 min 49 s           |
| 6e                     | TotalEnergies               | France                 | + 1 min 49 s           |
| 7e                     | Saint Michel-Mavic-Auber 93 | France                 | + 3 min 47 s           |
| 8e                     | Euskaltel-Euskadi           | Espagne                | + 5 min 28 s           |
| 9e                     | Equipo Kern Pharma          | Espagne                | + 6 min 52 s           |
| 10e                    | Uno-X Mobility              | Norvège                | + 6 min 56 s           |

## Évolution des classements
| Étape              | Vainqueur           | Classement général  | Classement par points | Classement de la montagne | Classement du meilleur jeune | Classement par équipes |
| ------------------ | ------------------- | ------------------- | --------------------- | ------------------------- | ---------------------------- | ---------------------- |
| 1                  | Marijn van den Berg | Marijn van den Berg | Marijn van den Berg   | Jean-Louis Le Ny          | Joes Oosterlinck             | Bingoal WB             |
| 2                  | Ewen Costiou        | Ewen Costiou        | Jon Aberasturi        | Matisse Julien            | Ewen Costiou                 | EF Education-EasyPost  |
| 3                  | Alberto Dainese     | Ewen Costiou        | Alberto Dainese       | Matisse Julien            | Ewen Costiou                 | EF Education-EasyPost  |
| 4                  | Marijn van den Berg | Marijn van den Berg | Marijn van den Berg   | Matisse Julien            | Ewen Costiou                 | EF Education-EasyPost  |
| Classements finals | Classements finals  | Marijn van den Berg | Marijn van den Berg   | Matisse Julien            | Ewen Costiou                 | EF Education-EasyPost  |